# DinoPark

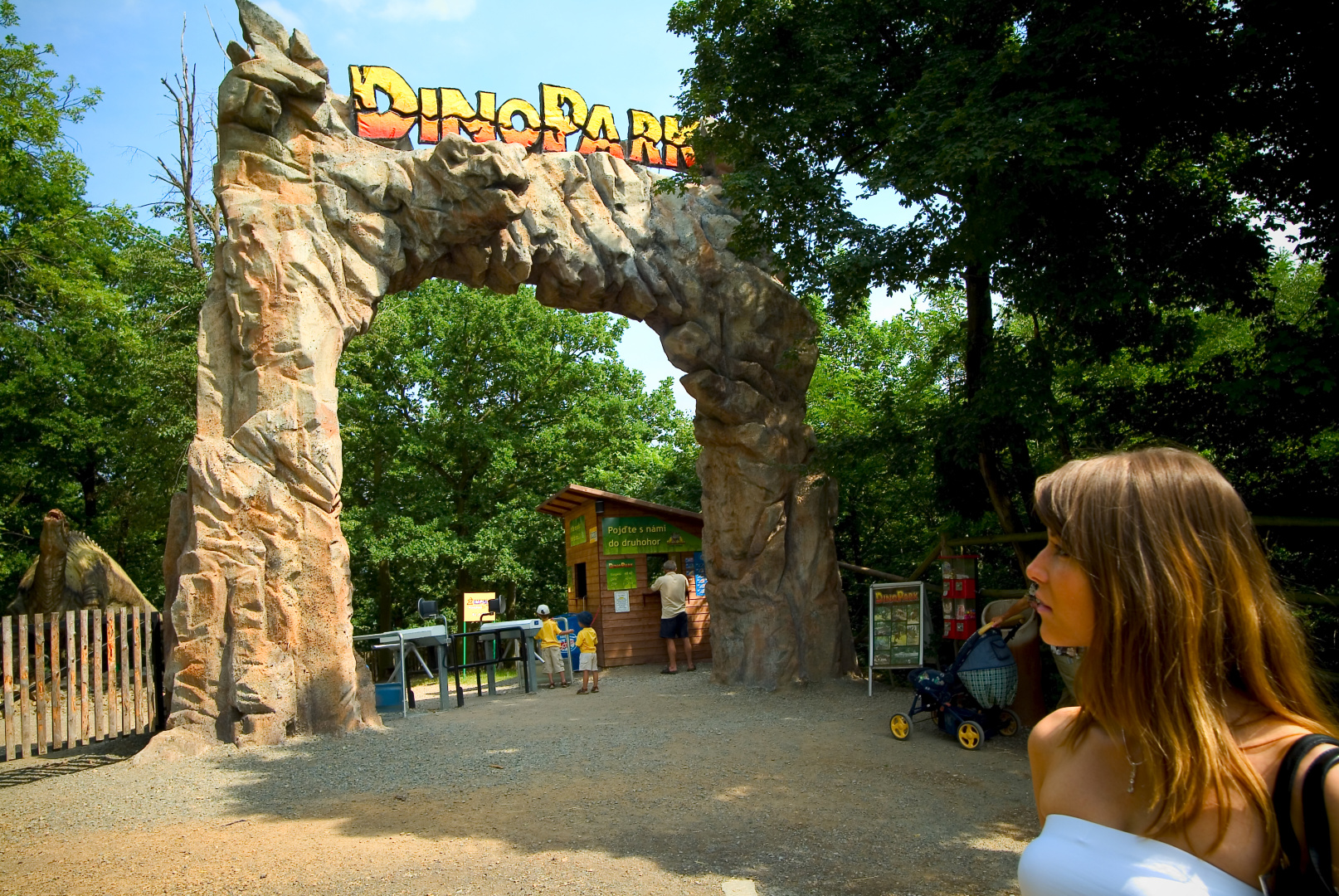
DinoPark Plzeň

DinoPark je koncept tematických zábavních a vzdělávací parků provozovaný firmou West Media sídlící v Plzni. Parky jsou provozované v České republice, na Slovensku v Maďarsku a ve Španělsku. Parky disponují statickými či robotickými ozvučenými modely prehistorických zvířat v životních velikostech umístěnými v přírodním prostředí i v městské zástavbě. Vystavené exponáty jsou vyráběny patentovanou technologií jako víceméně autentické kopie druhohorních dinosaurů. Modely do všech DinoParků dodala česká společnost Machine Planet, která je jedním z největších výrobců robotických modelů v Evropě.

## Popis
Při výrobě všech modelů pravěkých zvířat vystavených v DinoParcích se postupuje podle vědeckých poznatků a nalezených fosilií. Pohyblivé, robotické, modely jsou řízeny počítačem a poháněny vzduchotechnikou, aby jejich pohyby byly přirozené a plynulé. Součástí DinoParků jsou 3D, nebo 4D projekce speciálně vyrobených tematických filmů, dětská paleontologická hřiště s ukrytou kostrou pravěkého tvora, občerstvení, obchody se suvenýry a mnoho dětských atrakcí, vše ve stylu druhohor.

## Parky
Od roku 2012, kdy byl zahájen provoz DinoParku v Liberci, je v Česku celkem pět DinoParků. Dva jsou součástí zoologické zahrady, a to v Plzni (otevřen v roce 2003) a Vyškově (2006). V Ostravě (2009) je to přírodní areál s lesem, roklí, náhorní plošinou, rybníkem a pouští. Pražský DinoPark (2011) je umístěný ve dvacetimetrové výšce na střeše obchodního centra Galerie Harfa a v Liberci (2012) je celoročně otevřený vnitřní DinoPark, který se nachází ve třech patrech obchodního centra Galerie Plaza Liberec. Další dva DinoParky se nachází na Slovensku, v Košicích a Bratislavě (zde byl 17 let součástí ZOO Bratislava, od června 2022 se dinosauři nacházejí v Malkia Parku u Dunajské Stredy). První DinoPark mimo Česko a Slovensko byl otevřen v červenci 2014 ve Španělsku (DinoPark Algar - Benidorm). Nejnovější DinoPark byl otevřen v roce 2017 v Rusku v Bělgorodu. Tento jako jediný nebyl provozován přímo firmou West Media, ale fungoval pod franšízou, a to až do roku 2022, kdy byl uzavřen v reakci na ruskou invazi na Ukrajinu. Expanze sítě DinoParků měla pokračovat otevřením v pořadí desáteho parku u Neapole v Itálii. Tento projekt nebyl realizován kvůli finančním problémům partnera způsobených pandemií covidu-19.
V roce 2021 DinoParky na území ČR přilákaly 833 tis. návštěvníků, což bylo o cca 300 tis. více než v předchozím roce, který byl významně poznamenaný opatřeními proti šíření nemoci covid-19. S výjimkou Prahy patřily všechny tuzemské DinoParky k 5 nejnavštěvovanějším turistickým cílům ve svých krajích, přičemž dlouhodobě nejvyšší návštěvnost vykazuje DinoPark Plzeň. Návštěvnost původních devíti DinoParků (tj. včetně ruského) se pohybovala kolem 2 mil. osob ročně.
| DinoPark | 2017    | 2018    | 2019    | 2020    | 2021    |
| -------- | ------- | ------- | ------- | ------- | ------- |
| Plzeň    | 181 200 | 186 400 | 193 600 | 125 900 | 213 500 |
| Vyškov   | 158 400 | 150 300 | 191 300 | 124 400 | 196 200 |
| Ostrava  | 141 300 | 152 100 | 155 200 | 92 200  | 169 100 |
| Praha    | 154 500 | 154 700 | 156 400 | 91 100  | 151 300 |
| Liberec  | 155 900 | 159 100 | 172 400 | 10 1500 | 102 600 |
| Celkem   | 791 300 | 802 600 | 868 900 | 535 100 | 832 700 |

## Galerie

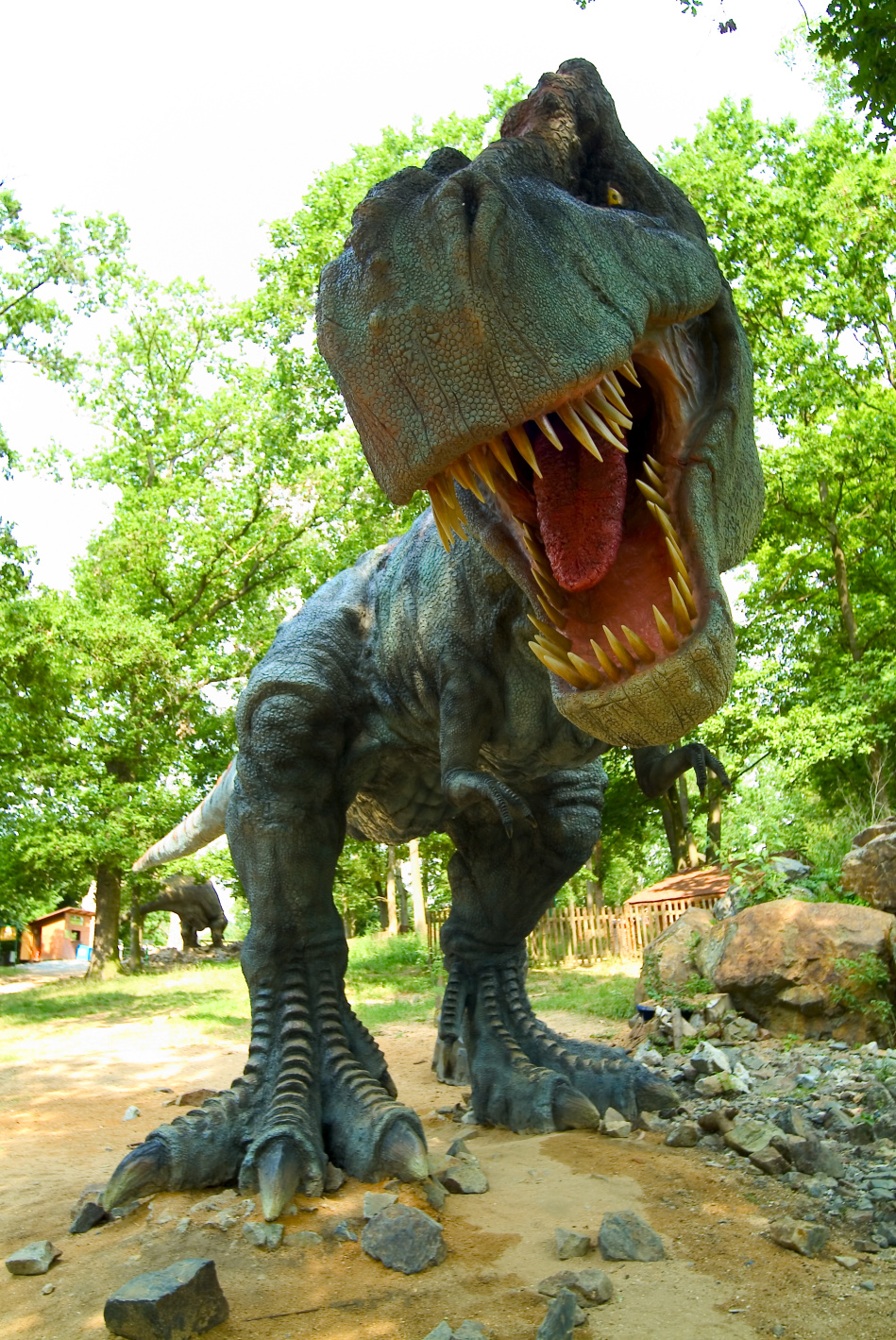
Tyrannosaurus rex, DinoPark Plzeň
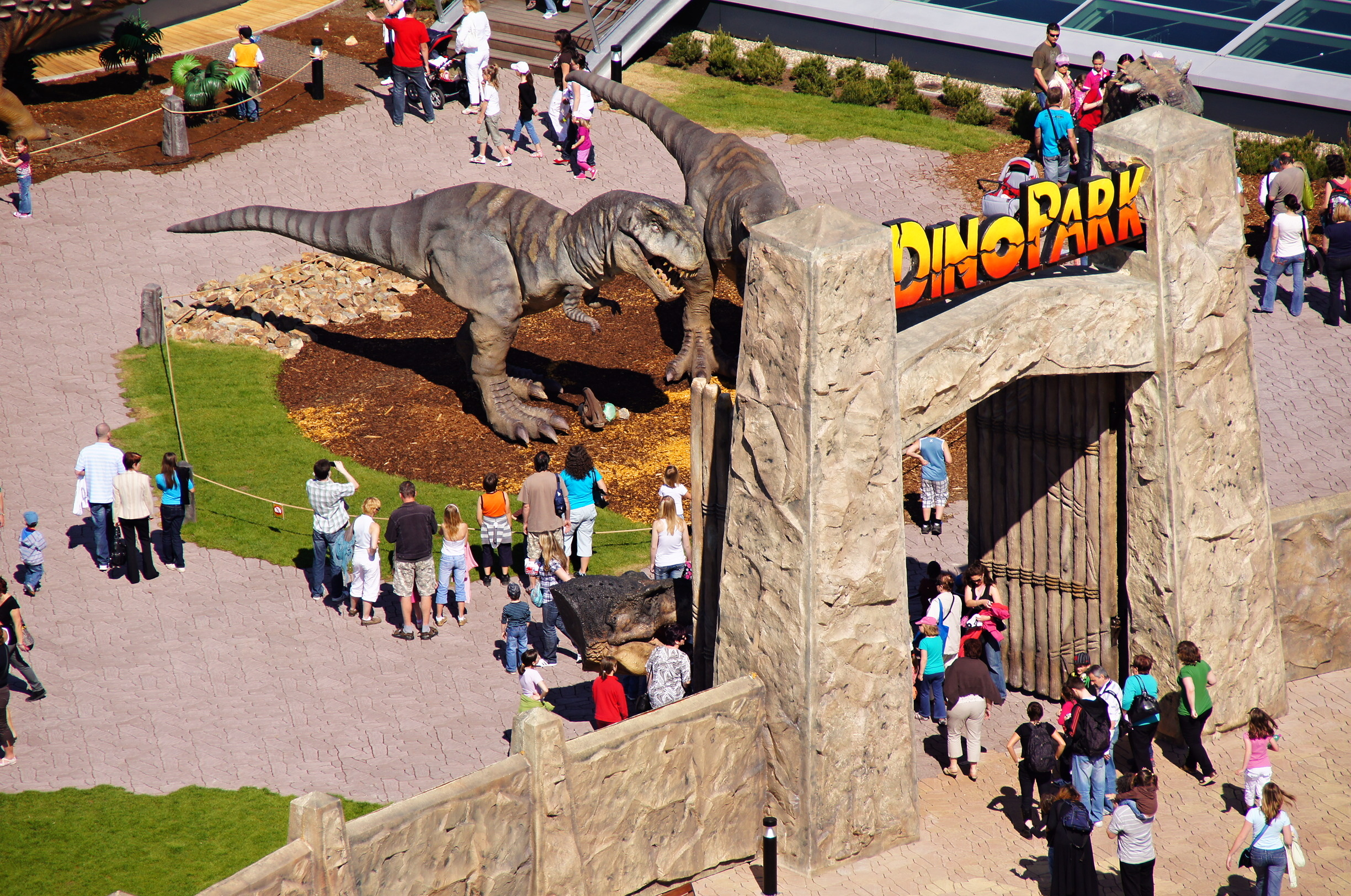
DinoPark Praha
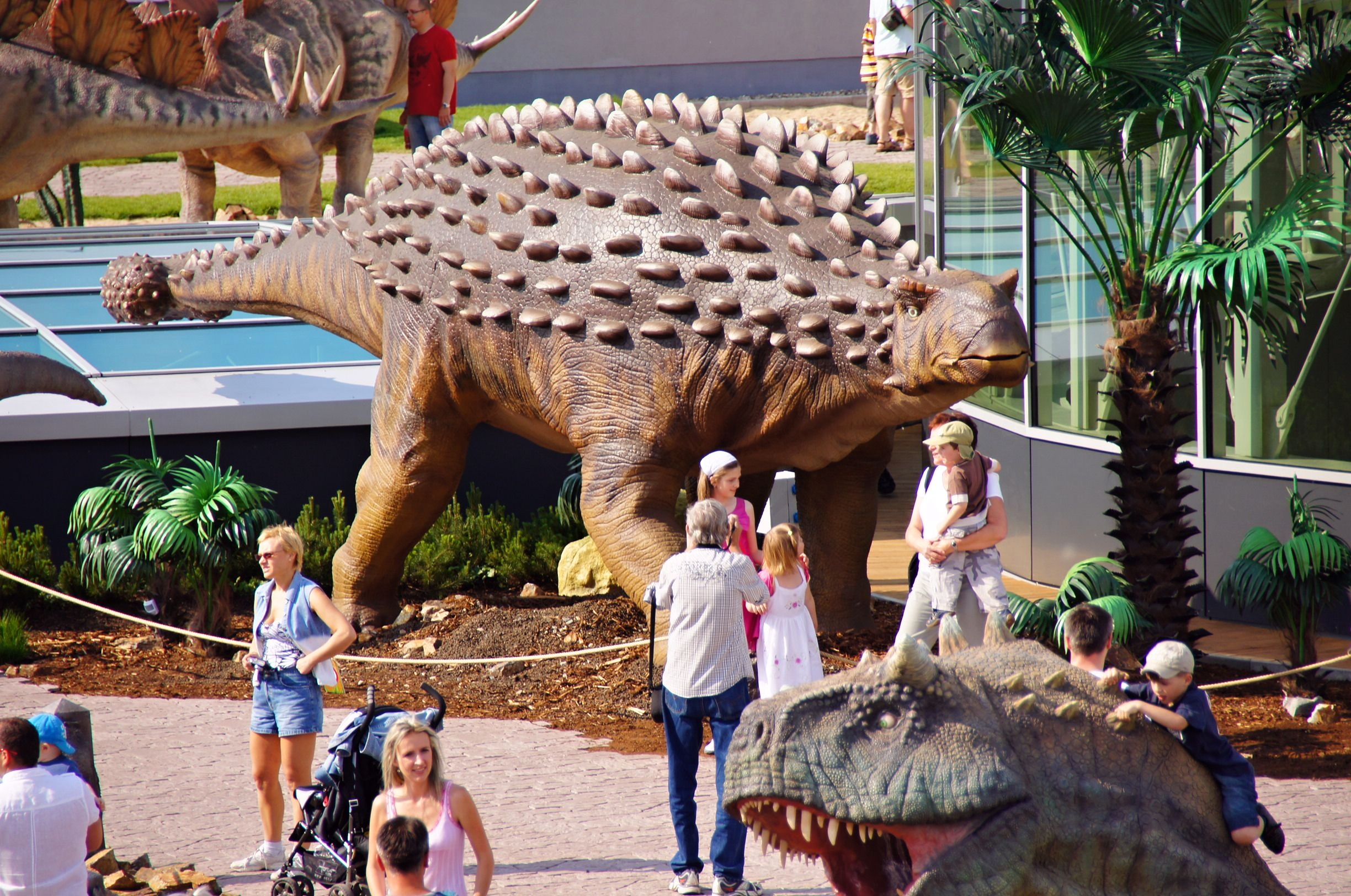
Ankylosaurus, DinoPark Praha
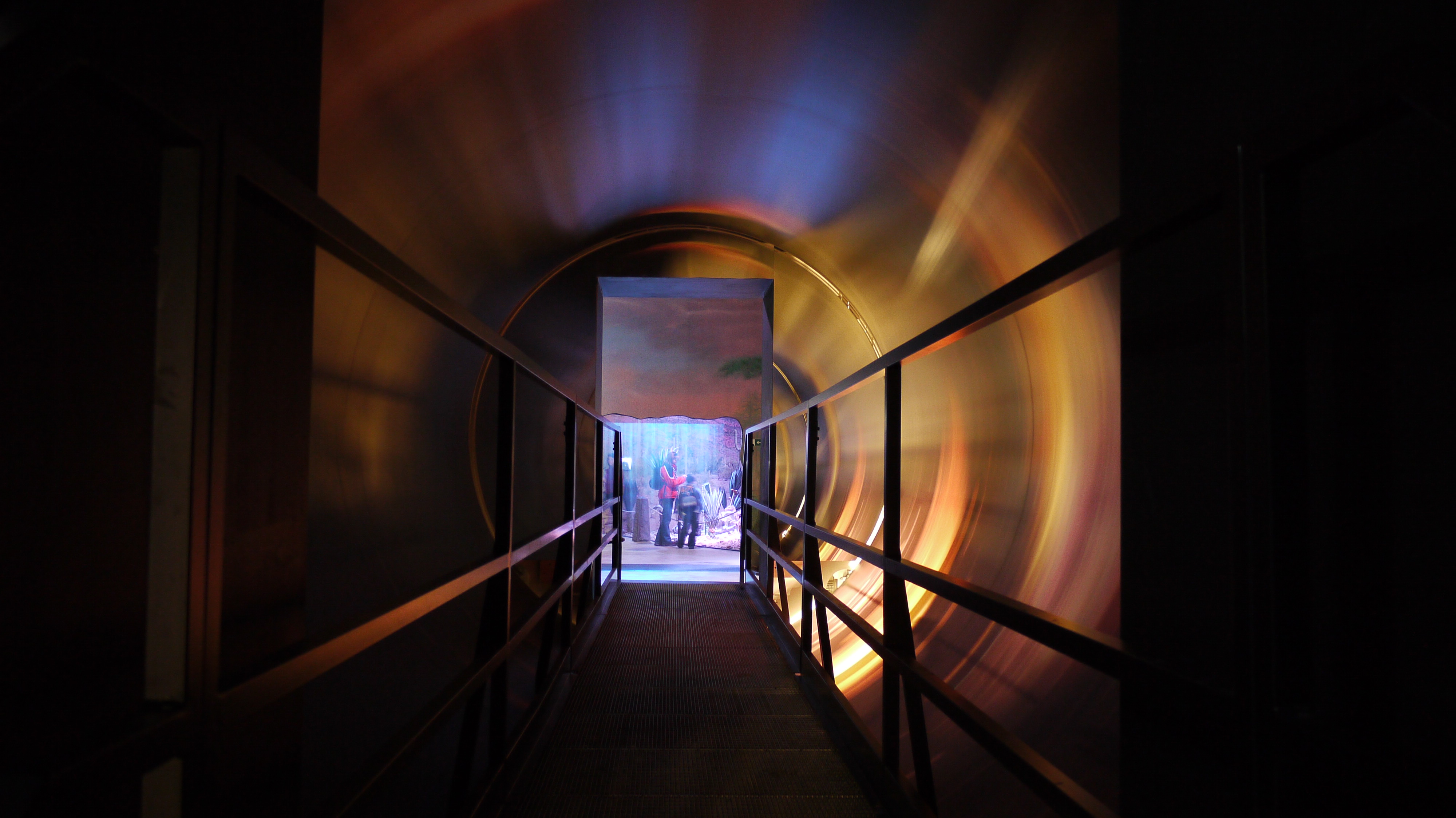
Tunel času, DinoPark Liberec
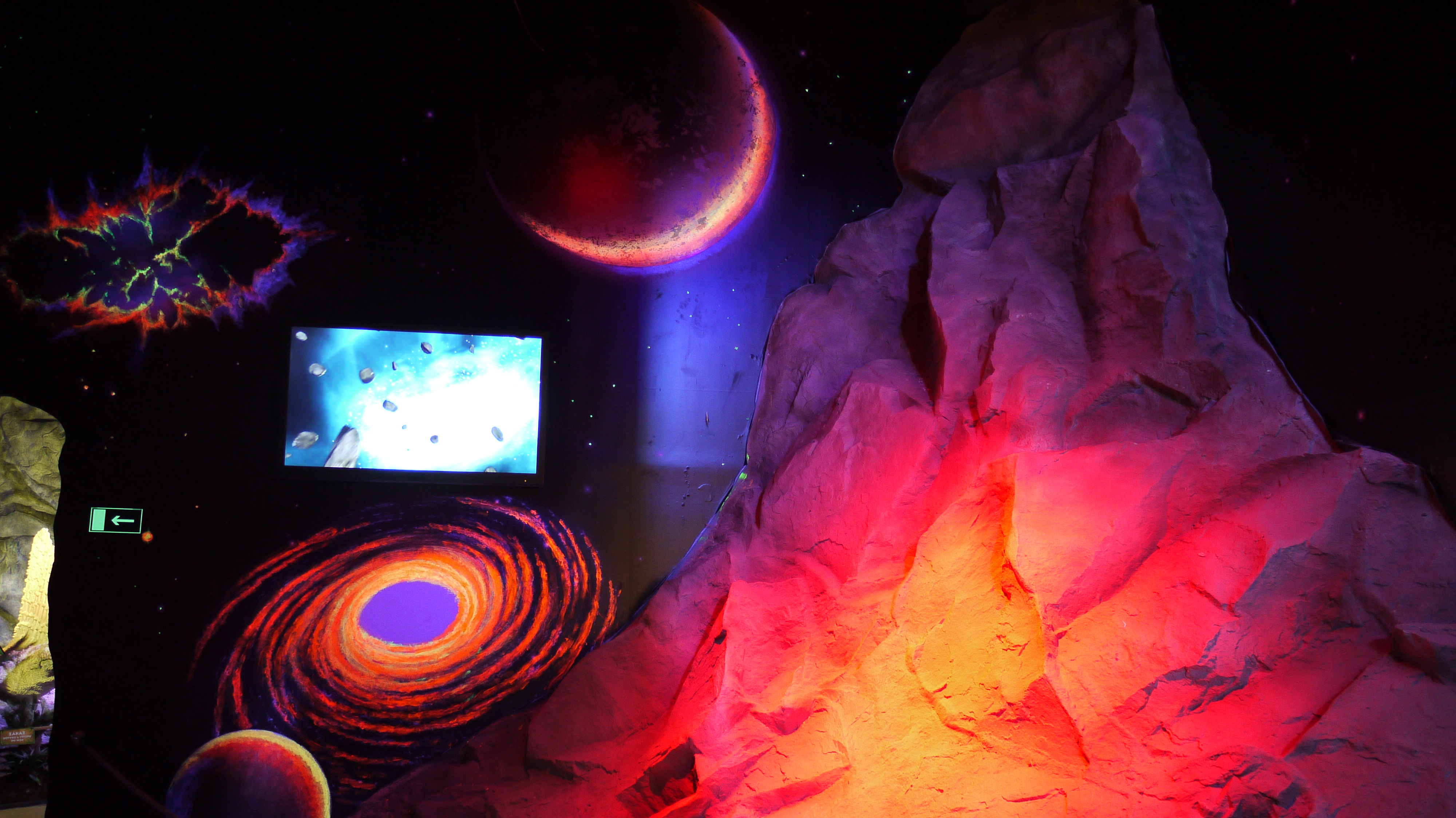
Velký třesk, DinoPark Liberec
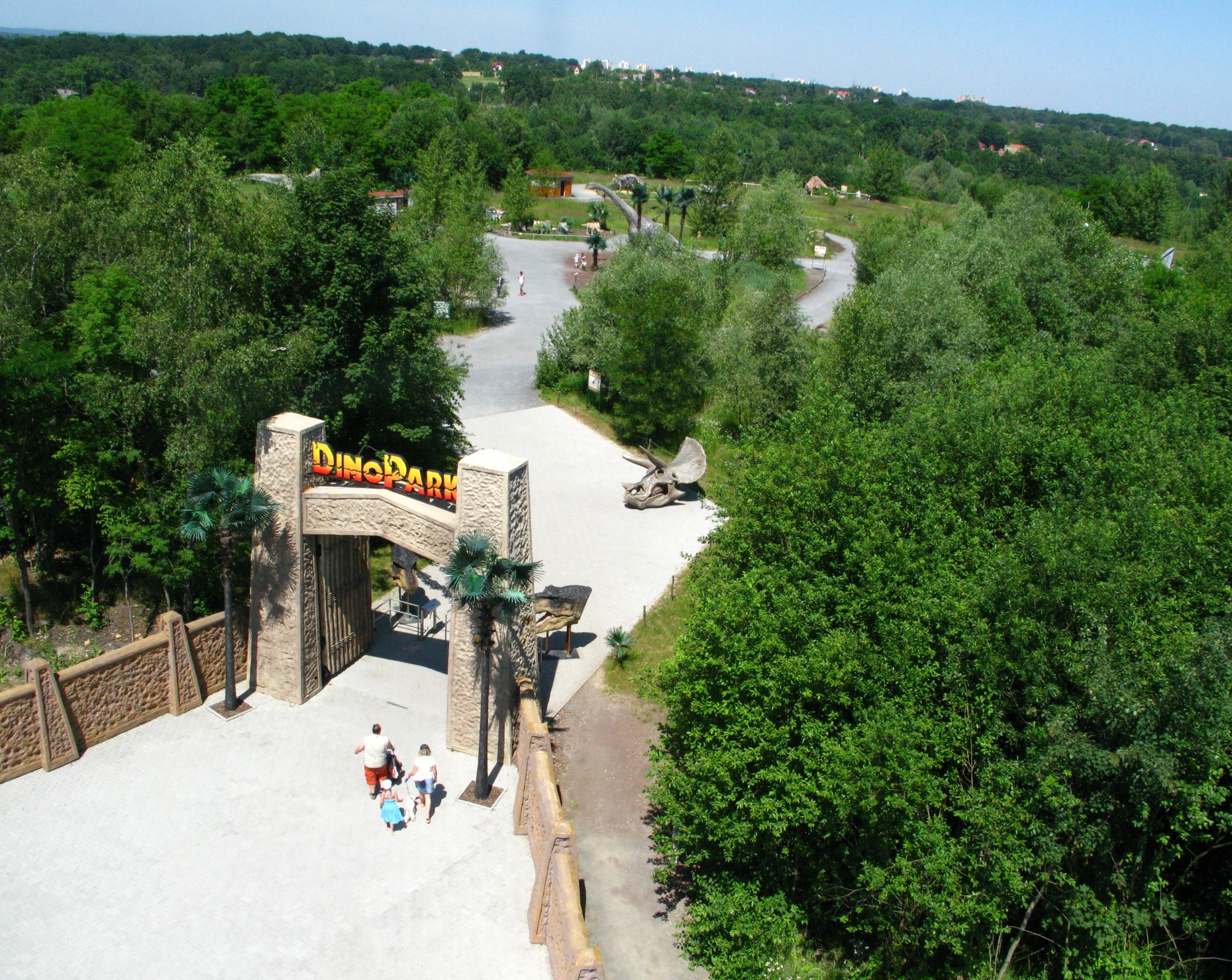
DinoPark Ostrava
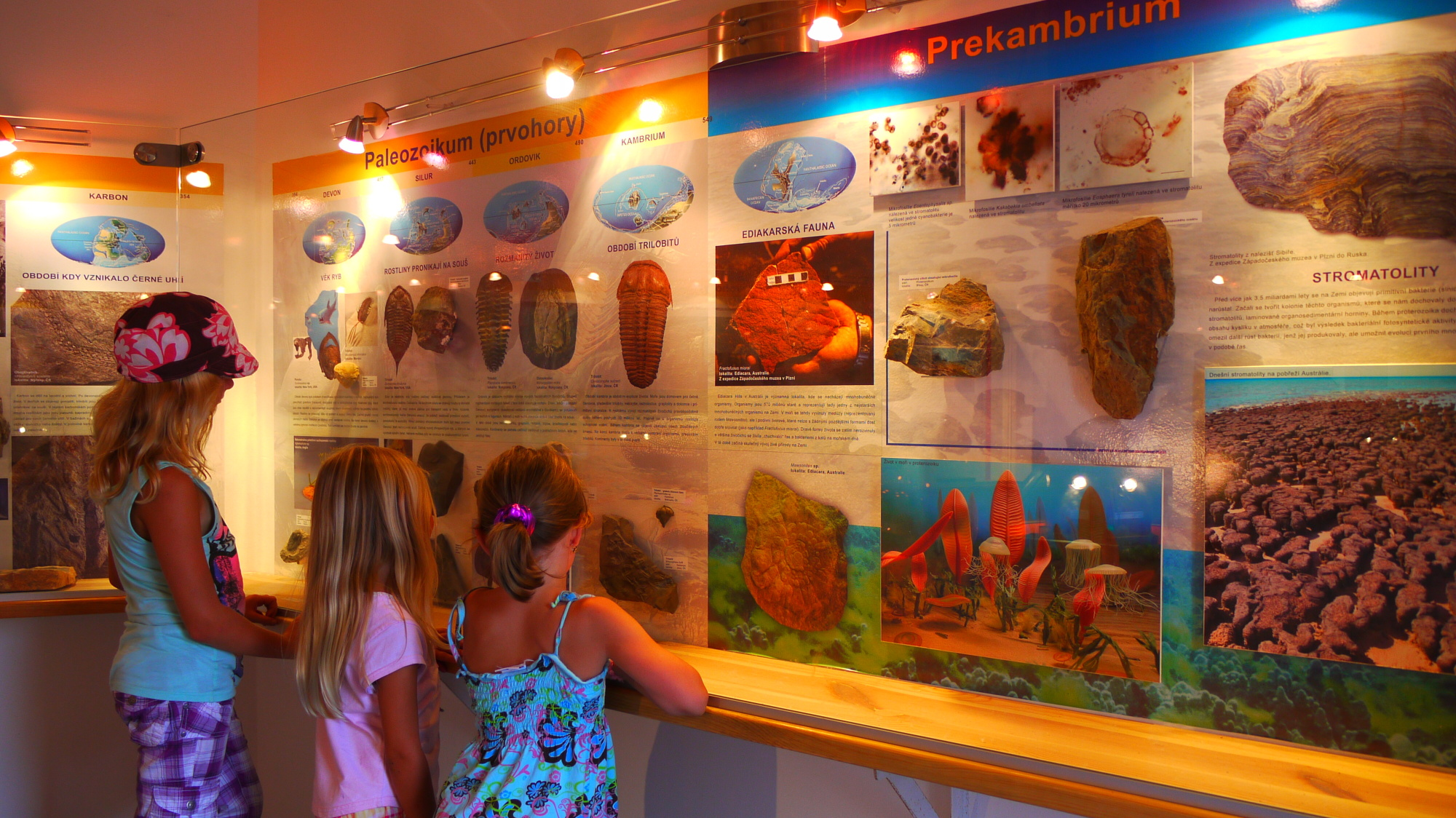
Cesta do minulosti Země, DinoPark Ostrava
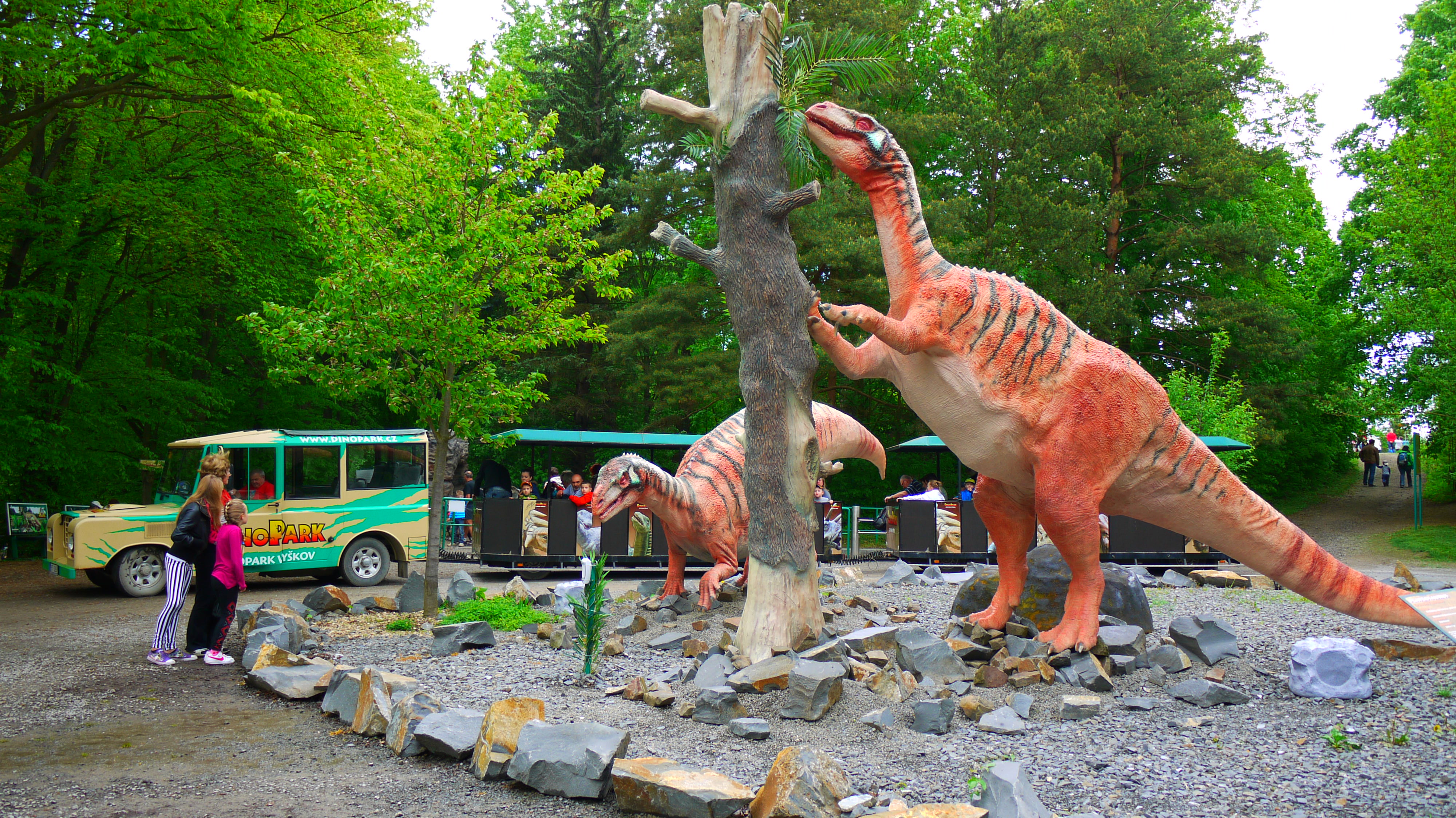
Plateosaurus a dinovláček, DinoPark Vyškov